# Landtagswahl im Burgenland 2015
- SPÖ: 15
- GRÜNE: 2
- ÖVP: 11
- LBL: 2
- FPÖ: 6

- Regierung: 21
- Opposition: 15

Die Landtagswahl im Burgenland 2015 fand am 31. Mai 2015 statt; es war die 21. Wahl des Burgenländischen Landtags. Bei dieser turnusgemäßen Wahl wurden 36 Abgeordnete gewählt.

## Ausgangslage
Bei der Landtagswahl 2010 hatte die Sozialdemokratische Partei Österreichs (SPÖ) 48,26 % der Stimmen und damit keine absolute Stimmenmehrheit mehr erreicht. Die 18 Mandate im Landtag, denen dieses Ergebnis entsprach, reichten auch nicht für das Erreichen der absoluten Mandatsmehrheit aus, sodass es zu einer Arbeitsübereinkunft mit der Österreichischen Volkspartei (ÖVP) kam. Die ÖVP hatte 34,6 % der Stimmen und damit 13 Landtagsmandate erhalten. Außerdem erhielt die SPÖ aufgrund des zu diesem Zeitpunkt noch geltenden Proporzsystems vier Regierungsmitglieder in der Burgenländischen Landesregierung und stellte mit Hans Niessl erneut den Landeshauptmann, während die ÖVP drei Regierungsmitglieder und mit Franz Steindl den Landeshauptmann-Stellvertreter entsandte.
Daneben erreichten auch die Freiheitliche Partei Österreichs (FPÖ) mit 8,98 %, Die Grünen mit 4,15 % und die Liste Burgenland mit 4,0 % der Stimmen Mandate im Burgenländischen Landtag.

### Wahlrechtsänderungen
Nachdem im Burgenland im Jahr 2014 per Landesverfassungsgesetz das bis dahin geltende Proporzsystem bei der Besetzung der Landesregierung abgeschafft worden war, war die Landtagswahl 2015 die erste Wahl im Burgenland, nach der es zu einer freien Regierungsbildung kam. Durch diese Wahlrechtsänderung lädt die stimmenstärkste Partei nach der Wahl zu Regierungsverhandlungen mit den potenziellen Koalitionspartnern ein. Gleichzeitig wurde auch ein vorgezogener zweiter Wahltag eingeführt und die bis dahin geltende Prozenthürde für das Erreichen von individuellen Vorzugsstimmenmandaten abgeschafft, sodass jedenfalls ein Mandat, gegebenenfalls das einzige, an den Kandidaten mit den meisten Vorzugsstimmen seiner Wahlliste geht.

### Wahlwerbende Parteien
Folgende Parteien traten zur Wahl an:
- Sozialdemokratische Partei Österreichs (SPÖ)
- Österreichische Volkspartei (ÖVP)
- Freiheitliche Partei Österreichs (FPÖ)
- Die Grünen – Die Grüne Alternative (GRÜNE)
- Bündnis Liste Burgenland (LBL)
- NEOS – Das Neue Österreich und Liberales Forum (NEOS)
- Christliche Partei Österreichs (CPÖ)

Die 2010 in den Landtag eingezogene Liste Burgenland trat gemeinsam mit dem Team Stronach unter dem Namen Bündnis Liste Burgenland an.

### Kandidaten
Insgesamt 412 Personen stellen sich am 31. Mai der Landtagswahl im Burgenland. Der Frauenanteil beträgt bei 275 Kandidaten und 137 Kandidatinnen 33,25 %. Dabei gibt es diesbezüglich erhebliche Unterschiede zwischen den antretenden Parteien. Mit einem Frauenanteil von 53 % sind die Grünen nicht nur eindeutiger Spitzenreiter, sie sind auch die einzige Partei, für die mehr Frauen als Männer kandidieren. Die FPÖ (12 %) und die CPÖ (10 %) weisen mit Abstand den geringsten Frauenanteil auf. Im Gegensatz dazu lassen sich bezüglich des durchschnittlichen Alters der Kandidierenden kaum Unterschiede zwischen den Parteien feststellen. Dieses liegt zwischen 50 Jahren (CPÖ) und 45 Jahren (ÖVP).

## Umfragen
Auf die Frage, welche Partei die Burgenländer wählen würden, wäre am kommenden Sonntag Landtagswahl, antworteten die Befragten wie folgt:
(Hinweis: Die statistische Schwankungsbreite (Abweichung) beträgt zwischen 3 und 5 %-Punkten.)
| Institut | Datum      | SPÖ  | ÖVP  | FPÖ  | GRÜNE | LBL | NEOS | Sonstige |
| -------- | ---------- | ---- | ---- | ---- | ----- | --- | ---- | -------- |
| Gallup   | 24.04.2015 | 44 % | 31 % | 13 % | 6 %   | 3 % | 3 %  | n. a.    |
| Hajek    | 14.04.2015 | 46 % | 30 % | 12 % | 6 %   | 3 % | 3 %  | n. a.    |

## Ergebnisse

Mehrheiten in den Gemeinden des Burgenlandes

Von den 250.607 wahlberechtigten Personen gaben 190.556 (76,04 %) ihre Stimme ab. Die Wahlbeteiligung war damit etwas geringer als bei der vorangegangenen Wahl 2010 (77,30 %). 4.595 Stimmen (2,41 %) wurden als ungültig gewertet. Die gültigen 185.961 Stimmen verteilten sich auf die Parteien wie folgt:
| Partei | Partei | Stimmen | Prozent | Sitze | +/- Prozent | +/- Sitze |
| ------ | ------ | ------- | ------- | ----- | ----------- | --------- |
|        | SPÖ    | 77.947  | 41,92 % | 15    | ▼6,34 %     | ▼3        |
|        | ÖVP    | 54.080  | 29,08 % | 11    | ▼5,54 %     | ▼2        |
|        | FPÖ    | 27.964  | 15,04 % | 6     | ▲6,06 %     | ▲3        |
|        | GRÜNE  | 11.964  | 6,43 %  | 2     | ▲2,28 %     | ▲1        |
|        | LBL    | 8.970   | 4,82 %  | 2     | ▲0,82 %     | ▲1        |
|        | NEOS   | 4.337   | 2,33 %  | 0     | ▲2,33 %     | ▬         |
|        | CPÖ    | 699     | 0,38 %  | 0     | ▲0,38 %     | ▬         |

## Folgen
Bereits am 5. Juni gaben der amtierende Landeshauptmann und SPÖ-Vorsitzende Hans Niessl und der FPÖ-Vorsitzende Johann Tschürtz bekannt, für die kommende Legislaturperiode die Koalitionsregierung Niessl IV aus Vertretern ihrer beiden Parteien bilden zu wollen. Diese Entscheidung durchbrach die SPÖ-Leitlinie, nicht auf Regierungsebene mit der FPÖ zusammenzuarbeiten. Sie führte zu kontroversen Diskussionen und Protesten auf Landes- und Bundesebene.